# Gunnisonhöna
Gunnisonhöna(Centrocercus minimus) är en starkt utrotningshotad fågel i familjen fasanfåglar som enbart förekommer i delstaterna Colorado och Utah i USA. Fram tills nyligen behandlades den som en del av strålstjärtshönan, men urskiljs numera som egen art.

## Utseende och läten
Gunnisonhönan är en rätt liten, gråbrunmarmorerad skogshöna med en kroppslängd på 44–51 cm för hanen och 32–38 cm för honan. Buken är svart och på stjärten syns långa, styva och spetsiga stjärtpennor. Hanen har svart på strupen och övre delen av halsen, åtskilt av en V-formad vit linje. Ovanför ögat syns en otydlig gul kam. De förlängda vita bröstfjädrarna blåses upp under spelet, då den också reser svarta huvudplymer.
Arten är mycket lik strålstjärtshönan som den fram tills nyligen ansågs vara en del av. Gunnisonhönan är dock hela 30% mindre, har längre och fylligare huvudplymer och har vitaktiga band på stjärten som strålstjärtshönan saknar. Vidare skiljer sig lätena under spelet: istället för två svischande ljud från vingarna och två märkliga hoande och smällande ljud har gunnisonhönan tre av det förra och nio av det senare.

## Utbredning och systematik
Fågeln förekommer i området kring Gunnison River i sydvästra Colorado och närliggande sydöstra Utah i USA. Tidigare antas den ha förekommit även i nordöstra Arizona, norra New Mexiko, nordvästra Oklahoma och i Kansas. Systematiskt fördes den länge till den närbesläktade men större strålstjärtshönan och beskrevs först som en egen art år 2000.

### Släktskap
Gunnisonhönan placerades tidigare tillsammans med järpar, orrar, präriehöns, ripor och tjädrar i den egna familjen skogshöns (Tetraonidae). Genetiska studier visar dock att de utgör en del av familjen Phasianidae. Där utgör de en klad närmast släkt med kalkoner (Meleagris) och dessa två tillsammans med koklassfasan (Pucrasia macrolopha). Gunnisonhönan och systerarten strålstjärtshöna står närmast präriehönsen i Tympanuchus och järparna i Dendragapus.

## Status och hot
Gunnisonhönan har ett mycket litet utbredningsområde som både fragmenteras ytterligare och krymper i storlek. Världspopulationen uppskattas till endast 1700–8400 häckande individer. Internationella naturvårdsunionen IUCN kategoriserar därför arten som starkt hotad.